# Prémio MTV Movie de melhor canção
O MTV Movie Award para Best Song from a Movie foi um prêmio concedido a artistas musicais pela qualidade de suas canções em produções cinematográficas, atribuído durante a cerimônia desde 1992. As várias categorias do MTV Movie Award são selecionadas pelo público. O primeiro vencedor desta categoria foi o cantor estadunidense Bryan Adams em 1992, com a canção "(Everything I Do) I Do It for You", da trilha sonora de Robin Hood: Prince of Thieves. O prêmio foi entregue pela última vez em 1999, sendo substituído pela categoria Melhor Sequência Musical, em 2000. Bryan Adams, Bush e Whitney Houston venceram a categoria por duas vezes. Eric Clapton recebeu três indicações, e Boyz II Men, Céline Dion, Madonna, Bruce Springsteen receberam duas indicações, cada um.

## Vencedores e indicados

### Melhor Canção
| Ano  | Canção                              | Artista             | Filme                         | Indicados | Ref.   |
| 1992 | "(Everything I Do) I Do It for You" | Bryan Adams         | Robin Hood: Prince of Thieves | - MC Hammer – "Addams Groove" (The Addams Family) - Color Me Badd – "I Wanna Sex You Up" (New Jack City) - Eric Clapton – "Tears in Heaven" (Rush) - Guns N' Roses – "You Could Be Mine" (Terminator 2: Judgment Day) | [ 3 ]  |
| 1993 | "I Will Always Love You"            | Whitney Houston     | The Bodyguard                 | - Boyz II Men – "End of the Road" (Boomerang) - Sting e Eric Clapton – "It's Probably Me" (Lethal Weapon 3) - Peabo Bryson e Regina Belle – "A Whole New World" (Aladdin) - Alice in Chains – "Would?" (Singles) | [ 4 ]  |
| 1994 | "Will You Be There"                 | Michael Jackson     | Free Willy                    | - Bryan Adams, Rod Stewart e Sting – "All for Love" (The Three Musketeers) - UB40 – "Can't Help Falling in Love" (Sliver) - The Proclaimers – "I'm Gonna Be (500 Miles)" (Benny & Joon) - Bruce Springsteen – "Streets of Philadelphia" (Philadelphia) - Céline Dion e Clive Griffin – "When I Fall in Love" (Sleepless in Seattle) | [ 5 ]  |
| 1995 | "Big Empty"                         | Stone Temple Pilots | The Crow                      | - Elton John – "Can You Feel the Love Tonight" (The Lion King) - Urge Overkill – "Girl, You'll Be a Woman Soon" (Pulp Fiction) - Madonna – "I'll Remember" (With Honors) - Warren G e Nate Dogg – "Regulate" (Above the Rim) | [ 6 ]  |
| 1996 | "Sittin' Up In My Room"             | Brandy              | Waiting to Exhale             | - Seal – "Kiss from a Rose" (Batman Forever) - Coolio – "Gangsta's Paradise" (Dangerous Minds) - U2 – "Hold Me, Thrill Me, Kiss Me, Kill Me" (Batman Forever) - Whitney Houston – "Exhale (Shoop Shoop)" (Waiting to Exhale) | [ 7 ]  |
| 1997 | "Machinehead"                       | Bush                | Fear                          | - Eric Clapton e Babyface – "Change the World" (Phenomenon) - Garbage – "#1 Crush" (Romeo + Juliet) - Madonna – "Don't Cry for Me, Argentina" (Evita) | [ 8 ]  |
| 1998 | "Men In Black"                      | Will Smith          | Men in Black                  | - Boyz II Men – "A Song for Mama" (Soul Food) - Bush – "Mouth" (An American Werewolf in Paris) - Céline Dion – "My Heart Will Go On" (Titanic) - Beck – "Deadweight" (A Life Less Ordinary) | [ 9 ]  |
| 1999 | "I Don't Want To Miss A Thing"      | Aerosmith           | Armageddon                    | - Aaliyah – "Are You That Somebody?" (Dr. Dolittle) - Goo Goo Dolls – "Iris" (City of Angels) - Green Day – "Nice Guys Finish Last" (Varsity Blues) - Jay-Z, Ja Rule e Amil – "Can I Get A..." (Rush Hour) | [ 10 ] |
| 2009 | "The Climb"                         | Miley Cyrus         | Hannah Montana: The Movie     | - A. R. Rahman – "Jai Ho" (Slumdog Millionaire) - Bruce Springsteen – "The Wrestler" (The Wrestler) - Paramore – "Decode" (Twilight) | [ 11 ] |
| 2012 | "Party Rock Anthem"                 | LMFAO               | 22 Jump Street                | - College and Electric Youth – "A Real Hero" (Drive) - Chemical Brothers – "The Devil Is in the Details" (Hanna) - Figurine – "Impossible" (Like Crazy) - Kid Cudi – "Pursuit of Happiness (Steven Aoki remix)" (Project X) | [ 12 ] |

### Melhor Sequência Musical
| Ano  | Canção                          | Artista                                                        | Filme                              | Indicados | Ref.   |
| 2000 | "Uncle F**ka"                   | Terrence e Philip                                              | South Park: Bigger, Longer & Uncut | - Heath Ledger - "Can't Take My Eyes Off You" (10 Things I Hate About You) - Mike Myers e Verne Troyer - "Just the Two of Us" (Austin Powers: The Spy Who Shagged Me) - Matt Damon, Jude Law e Rosario Fiorello - "Tu Vuo' Fa L'Americano" (The Talented Mr. Ripley)                                                                                          | [ 13 ] |
| 2001 | "One Way or Another"            | Piper Perabo                                                   | Coyote Ugly                        | - Patrick Fugit, Kate Hudson, Billy Crudup, Jason Lee e Anna Paquin - "Tiny Dancer" (Almost Famous) - Jack Black - "Let's Get It On" (High Fidelity) - George Clooney, Tim Blake Nelson e John Turturro - "Man of Constant Sorrow" (O Brother, Where Art Thou?) - Breckin Meyer, Seann William Scott, Paulo Costanzo e DJ Qualls - "I Wanna Rock" (Road Trip) | [ 14 ] |
| 2002 | "Elephant Love Medley"          | Nicole Kidman e Ewan McGregor                                  | Moulin Rouge!                      | - Heath Ledger e Shannyn Sossamon - "Golden Years" (A Knight's Tale) - Nicole Kidman - "Sparkling Diamonds" (Moulin Rouge!) - Chris Tucker - "Don't Stop 'Til You Get Enough" (Rush Hour 2) | [ 15 ] |
| 2005 | "Canned Heat"                   | Jon Heder                                                      | Napoleon Dynamite                  | - Jennifer Garner e Mark Ruffalo - "Thriller" (13 Going on 30) - Will Ferrell, Paul Rudd, Steve Carell e David Koechner - "Afternoon Delight" (Anchorman: The Legend of Ron Burgundy) - John Cho e Kal Penn - "Hold On" (Harold & Kumar Go to White Castle)                                                                                                   | [ 16 ] |
| 2014 | "Everybody (Backstreet's Back)" | - Backstreet Boys - Jay Baruchel - Seth Rogen - Craig Robinson | This Is the End                    | - Jennifer Lawrence - "Live and Let Die" (American Hustle) - Melissa McCarthy - "I'm Gonna Be (500 Miles)", "Milkshake" e "Barracuda" (Identity Thief) - Will Poulter - "Waterfalls" (We're the Millers) - Leonardo DiCaprio - "Pretty Thing" (The Wolf of Wall Street)                                                                                       | [ 17 ] |